# Spiranthes diluvialis
Spiranthes diluvialis là một loài thực vật có hoa trong họ Lan. Loài này được Sheviak miêu tả khoa học đầu tiên năm 1984.